# Кінберг (Золотурн)
Кінберг (нім. Kienberg SO) — громада  в Швейцарії в кантоні Золотурн, округ Госген.

## Географія
Громада розташована на відстані близько 70 км на північний схід від Берна, 45 км на північний схід від Золотурна.
Кінберг має площу 8,5 км², з яких на 4,3% дозволяється будівництво (житлове та будівництво доріг), 49,9% використовуються в сільськогосподарських цілях, 45,4% зайнято лісами, 0,4% не є продуктивними (річки, льодовики або гори).

## Демографія
2019 року в громаді мешкало 504 особи (+0% порівняно з 2010 роком), іноземців було 8,7%. Густота населення становила 59 осіб/км².
За віковим діапазоном населення розподілялося таким чином: 19,2% — особи молодші 20 років, 60,5% — особи у віці 20—64 років, 20,2% — особи у віці 65 років та старші. Було 209 помешкань (у середньому 2,4 особи в помешканні).
Із загальної кількості 118 працюючих 61 був зайнятий в первинному секторі, 6 — в обробній промисловості, 51 — в галузі послуг.